# 杜希莱阿耶特
杜希莱阿耶特（法語：Douchy-lès-Ayette）是法国北部-加来海峡大区加来海峡省的一个市镇，属于阿拉斯区克鲁瓦西耶县。该市镇2009年时的人口为308人。

## 人口
杜希莱阿耶特人口变化图示
| 数据来源：INSEE |